# Urwelt-Museum Hauff

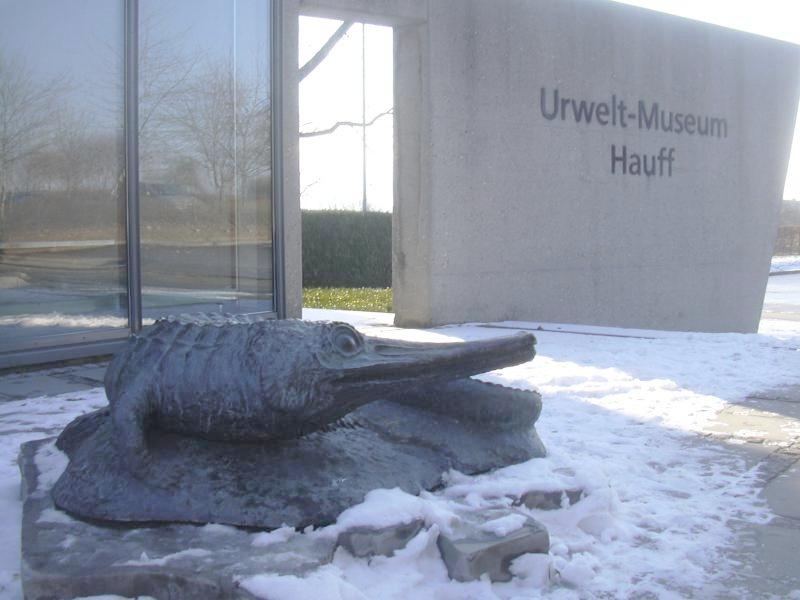
Der Eingangsbereich des Museums

Das Urwelt-Museum Hauff in Holzmaden zeigt Fossilien aus der Formation des Posidonienschiefer der Schwäbischen Alb.

## Geschichte
Das Museum entstand in den Jahren 1936/37 aus der Privatsammlung des Präparators Bernhard Hauff sen. In den Jahren 1967 bis 1971 wurde es durch seinen Sohn Bernhard Hauff jun. (1912–1990) neu erbaut. Leiter war seit 1990 wiederum dessen Sohn Rolf Bernhard Hauff. Im Jahr 2018 bzw. 2022 ist mit dem gleichnamigen Urenkel des Gründers Bernhard Hauff (Jahrgang 1990) und dessen Schwester Franziska Hauff die vierte Generation in die Leitung des Familienunternehmens eingetreten.
Das Urwelt-Museum Hauff ist seit 2016 als Geopoint des UNESCO Geopark Schwäbische Alb ausgezeichnet.

## Ausstellung

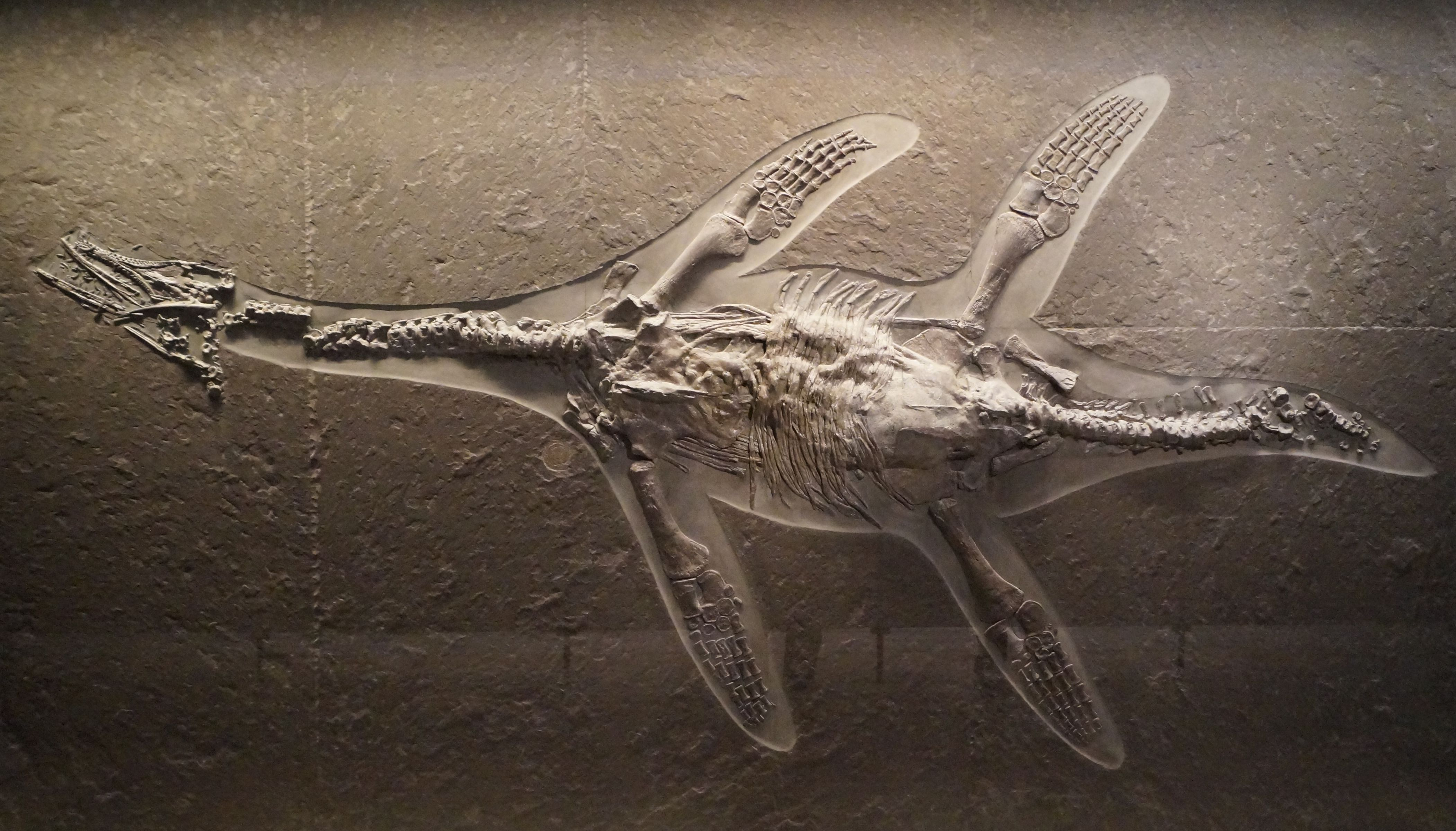
Ein präparierter Hauffiosaurus im Urwelt-Museum Holzmaden

Es beherbergt die besterhaltenen Präparate aus der Posidonienschiefer-Formation von Holzmaden und Ohmden. Zu den zahlreichen Exponaten gehören Ichthyosaurier, Plesiosaurier, Krokodile, Flugsaurier, Fische, Seelilien, Ammoniten und Belemniten.

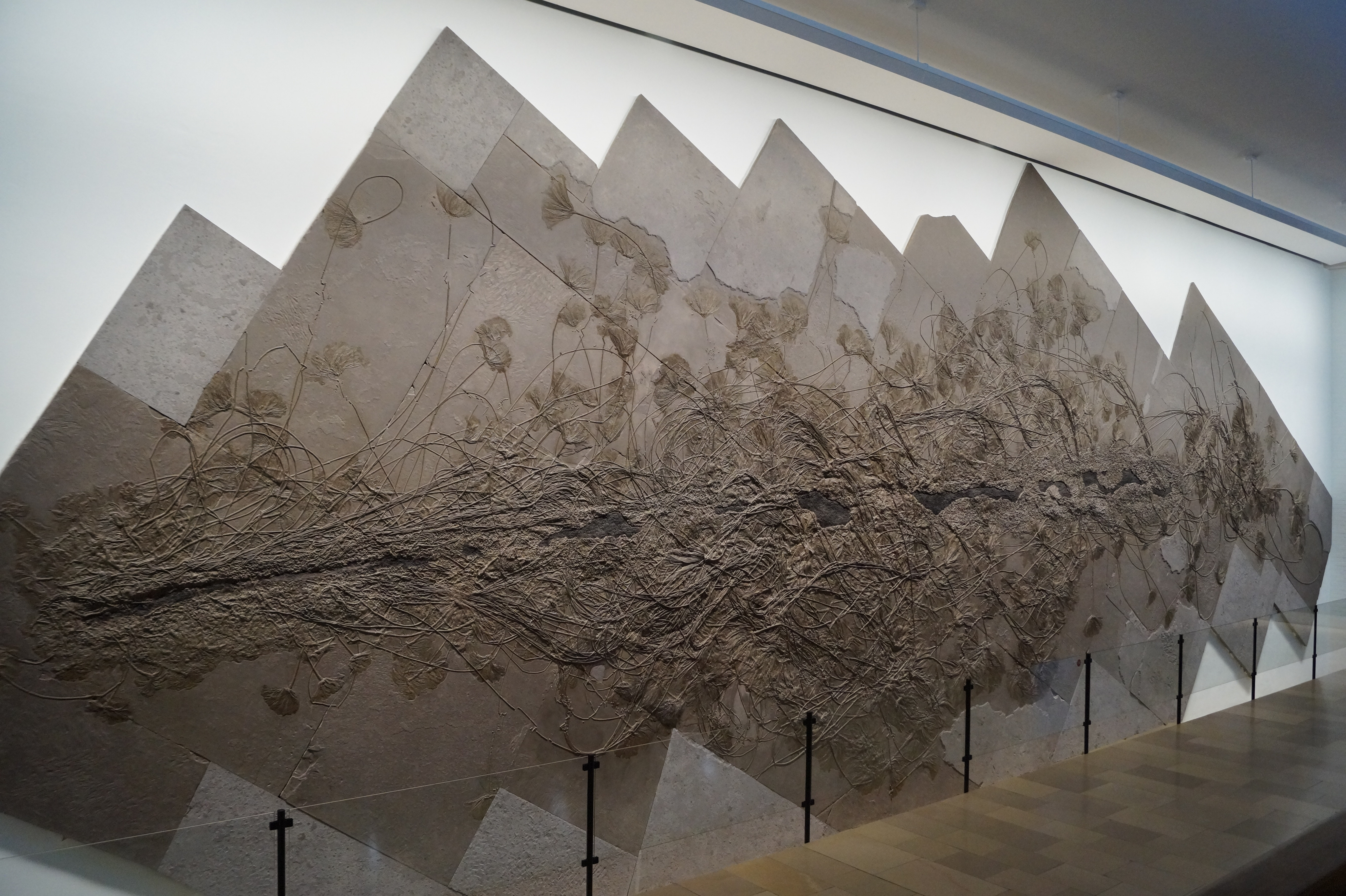
Das 18 × 6 Meter messende Präparat einer Seirocrinus-Kolonie

Die bekanntesten Exponate sind die mit 18 × 6 m weltgrößte, versteinerte Seelilienkolonie und ein fast vier Meter langer Ichthyosaurier. Es handelt sich um ein Muttertier mit einem bereits geborenen Jungen. Fünf weitere Embryonen sind im Leib erkennbar.

## Erweiterungsbau
1993 wurde es unter dem Enkel des Gründers und damaligen Leiters des Museums Rolf Bernhard Hauff auf 1000 m² Ausstellungsfläche zum größten privaten Naturkundemuseum Deutschlands erweitert. Naturgetreue Modelle der Saurier, Filme und Computeranimationen des Lebensraumes Jurameer und seiner Unterwasserwelt unterstreichen die moderne Museumsdidaktik.

## Fundstätte Holzmaden
Die Fossilienfundstätte Holzmaden wurde 2006 von der Akademie für Geowissenschaften und Geotechnologien in Hannover zu einem der bedeutendsten nationalen Geotope Deutschlands erklärt. Die Akademie nannte die Fossilienfundstätte zudem als möglichen Kandidaten zur Aufnahme in das UNESCO-Weltnaturerbe.